# Hermann Bollenhagen
Hermann Bollenhagen (* 5. Juni 1902; † ?) war ein deutscher promovierter Jurist. Er war von 1. Juni 1959 bis 31. August 1967 Richter am Bundesfinanzhof.